# Place de la République (Malakoff, Hauts-de-Seine)
Pour les articles homonymes, voir Place de la République.
La place de la République est une voie de communication de Malakoff.

## Situation et accès

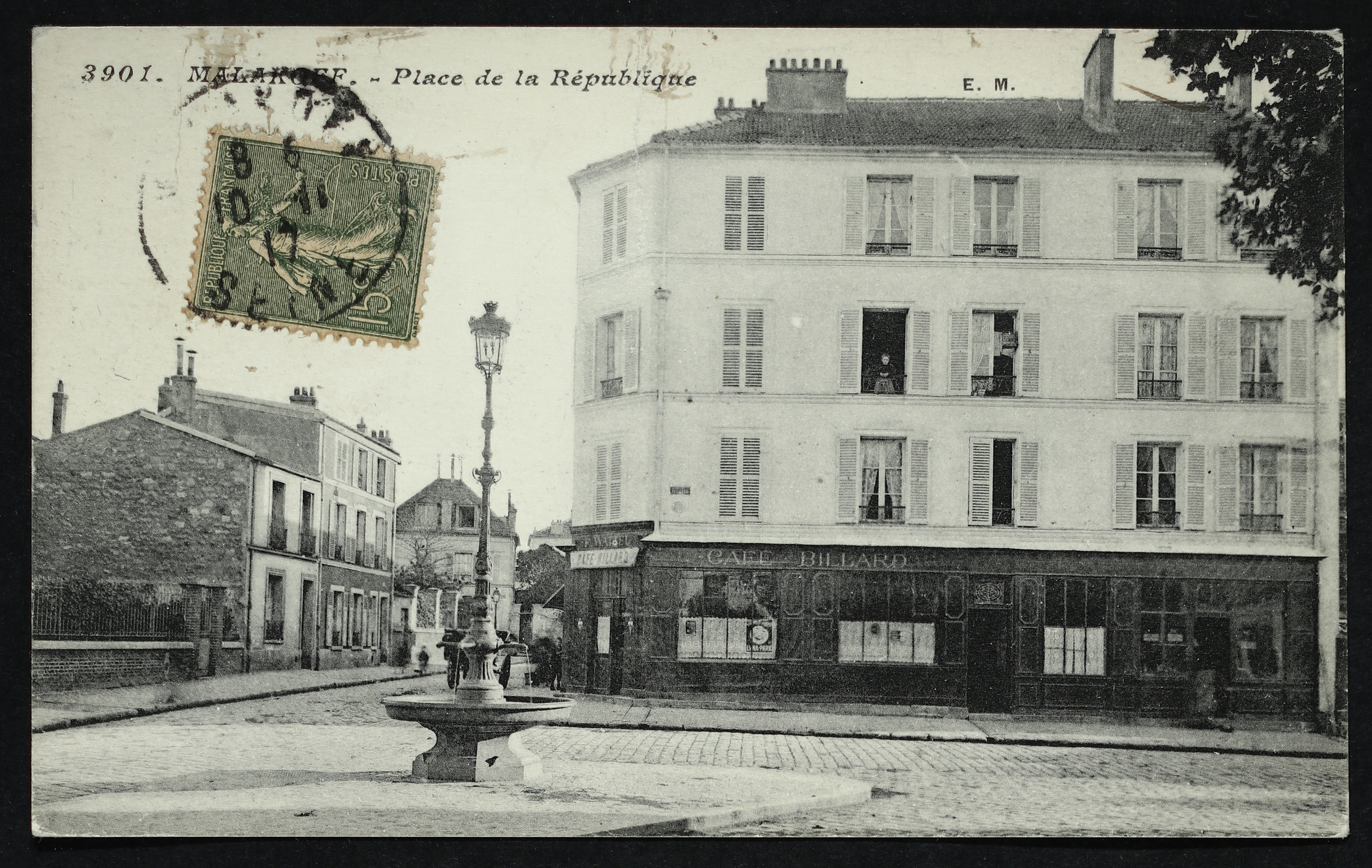
Malakoff - Place de la République.

Elle est située au point de rencontre du boulevard Adolphe-Pinard, de l'avenue de la Porte-de-Vanves, de la rue Ernest-Renan et de la rue Legrand.

## Historique

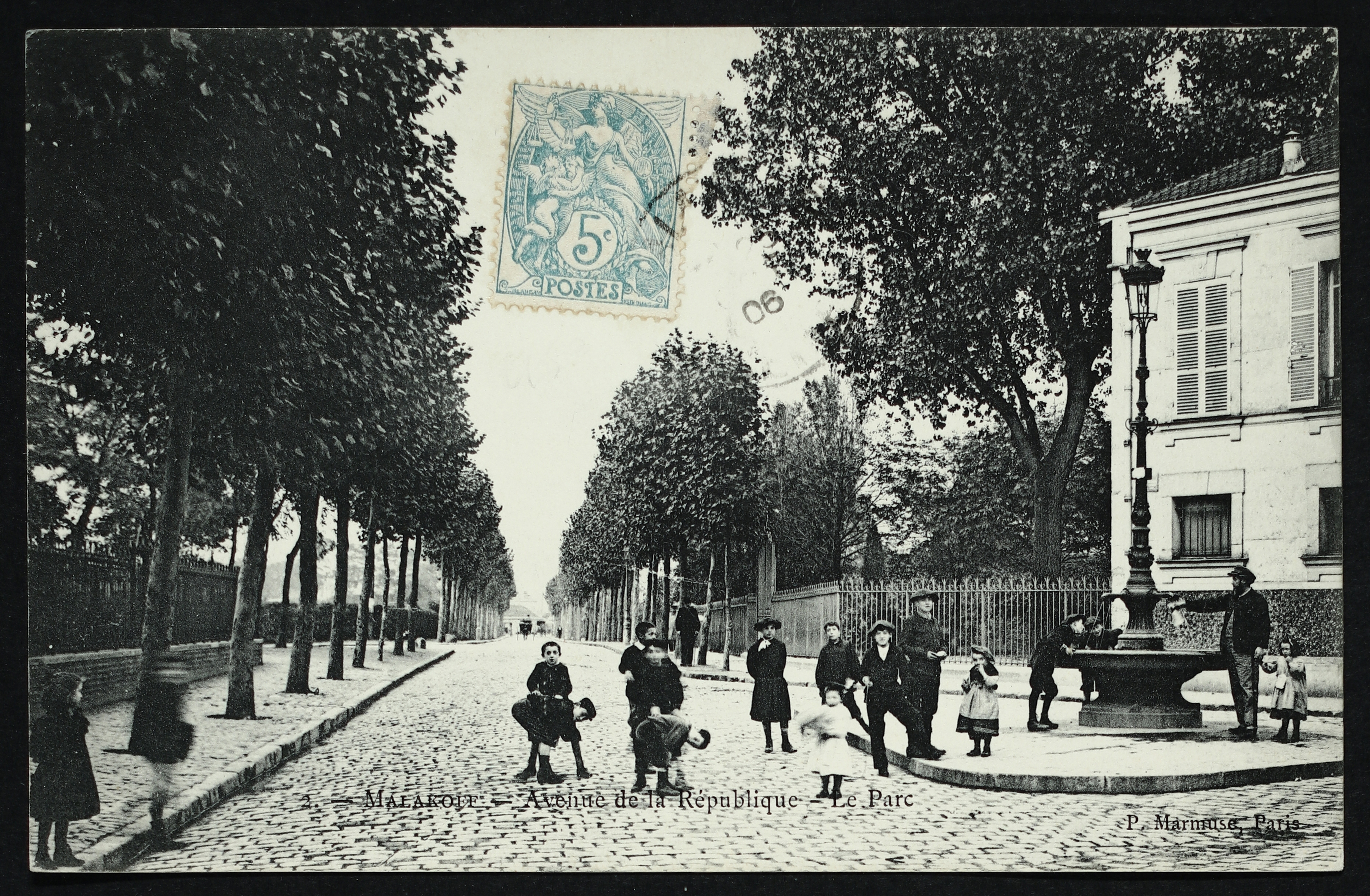
L'avenue de la République et le Parc, vers 1900.

Passait autrefois à cet endroit le chemin vicinal no 1, l'ancienne « avenue de la République », située sur le territoire de la commune de Malakoff. Elle fut annexée à Paris par décret du 3 avril 1925.

## Bâtiments remarquables et lieux de mémoire

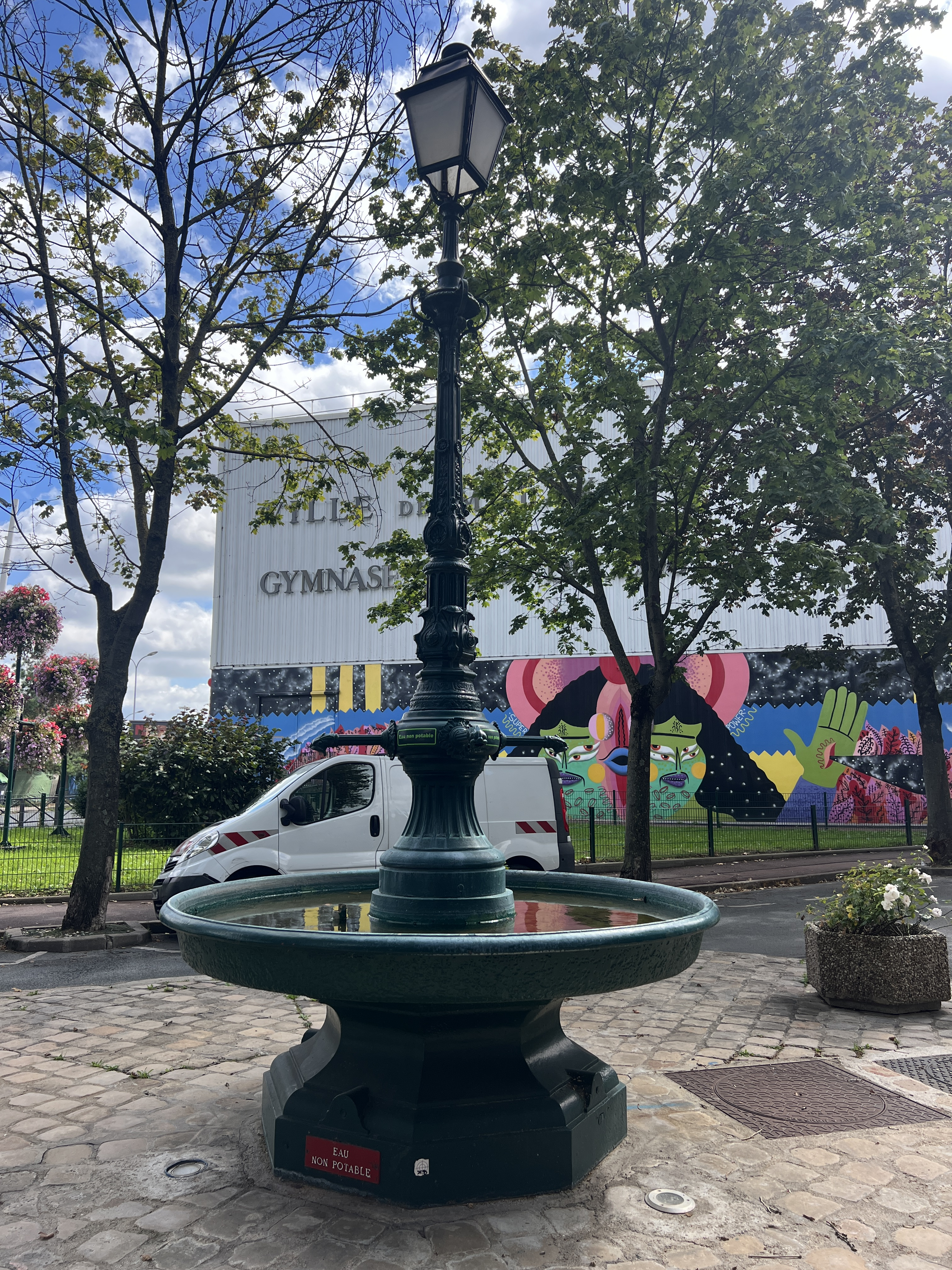
La fontaine.

Le terre-plein est orné d'une fontaine mise en place en 1875. De sa vasque circulaire, en fonte, s’élève une tige surmontée d’un réverbère. Elle a été rénovée en 1983 par le sculpteur Garreau, puis une seconde fois en 2003.